# Мессер Іван Володимирович
Іван Володимирович Мессер (рос. Иван Владимирович Мессер; 7 вересня 1884, Санкт-Петербург, Російська імперія —16 грудня 1952, Клівленд, США) — російський офіцер-підводник, капітан 1 рангу. Командир підводних човнів, найрезультативніший з російських підводників у Першій світовій війні.

## Біографія
Спадковий дворянин Санкт-Петербурзької губернії. Православний. Народився 7 вересня 1884 року в родині офіцера Російського флоту Володимира Павловича Мессера і його дружини Анни-Марії Йоганівни.
У 1900 році Іван Мессер вступив у Морський кадетський корпус і зарахований на військову службу. У 1903 році закінчує корпус.
Спочатку служив на Чорноморському флоті. У 1904-1905 роках мічман Іван Мессер був у закордонному плаванні на канонерському човні «Чорноморець». Потім до 11 квітня 1907 року перебував у запасі.
У 1909-1910 роках пройшов перепідготовку в Навчальному загоні підводного плавання в Лібаві.
Після навчання в загоні підводного плавання був помічником командира на підводних човнах «Пічкур», «Алігатор» і «Білуга» .З 1911 командував підводним човном «Білуга», потім з 1914 року човном «Кайман».

### У роки Першої світової війни
У роки Першої світової війни служив на Балтійському флоті, командував підводними човнами «Кайман» і «Вовк»
На «Каймані» Мессер домігся свого першого успіху. У жовтні 1915 року захопив в протоці Оландсгаф німецький пароплав «Шталек» і привів його в Марієгамн, де в той час базувалися російські підводні човни.
З 30 жовтня 1915 року Мессер командує новітнім, щойно побудованим човном «Вовк», яка входила в 1-й дивізіон дивізії підводних човнів Балтійського моря (якою командував Підгурський). При цьому команди човнів практично повністю сформували з моряків, які не мали бойового досвіду.
Підводний човен «Вовк» під командуванням Мессера зробив 9 бойових виходів. 15 травня 1916 року «Вовк» вийшов у бойовий похід в район Норчепінгської бухти (на південний схід від Швеції). Діючи в цьому районі, на кордоні зі шведськими територіальними водами, потопив 3 німецьких транспорти — «Гера», «Кольга» та «Біанка». Через місяць був потоплений військовий транспорт Dorita «Доріта».
Про удачу Мессера і його підводних човнів на флоті ходили справжні легенди, він і його екіпажі не раз уникали смерті. На човні «Кайман» відбулися два таких епізоди.
28 липня 1915 році Мессер н «Каймані» намагався вийти в атаку на німецьку ескадру і торпедувати крейсер SMS Kolberg. Але несподівано човен була атакований трьома ворожими есмінцями, і тільки спуск на глибину врятував човен від загибелі. «Кайман» йшов з великим дифферентом на ніс, а кормі залишалася близько до поверхні і могла бути пошкодженою при зіткненні з есмінцем, який пройшов дуже близько, майже над човном.
30 липня 1915 року «Кайман» мало не став жертвою німецького підводного човна SM U-9, який полював за російськими кораблями. Перебуваючи в позиційному положенні на підході до Уде, вахтові на «Каймані» вчасно побачили перископ ворожого човна і змогли контратакувати артилерією і торпедами SM U-9. Обидва човни уникли ушкоджень і повернулися на свої бази.
У 1916 році підводний човен «Вовк» під командою Мессера чотири рази опинялася на «волосок від загибелі», але човен благополучно поверталася з походів.
Перший раз це сталося на наступний день після блискучої перемоги 17 травня 1916 року. Помітивши вогні пароплава, човен пішов на зближення з ним, і тільки в останній момент сигнальщик побачив вогні міноносця, що мчить з корми. Врятувало «Вовка» тільки стрімке занурення: йдучи на глибину, субмарина ледь розминулася з торпедою, випущеною з міноносця, котра пройшла прямо перед носом у «Вовка», торпедисти якого навіть почули шум її гвинтів.
Другий випадок стався 10 червня 1916 року, коли спостерігач на містку «Вовка» здивувався, помітивши чайку, яка летіла, не рухаючи крилами. Придивившись, матрос упізнав аероплан. Субмарина встигла вчасно зануриться, так що всі 7 скинутих на неї бомб розірвалися дуже близько над нею. Осколки від бомб потім були виявлені в дошках палубного настилу.
19 червня 1916 року «Вовк» ледь ухилився від пароплава, який раптово пішов на таран, і повернувся на базу із зім'ятими перископами, але без інших серйозних ушкоджень.
8 липня 1916 року на зворотному шляху до бази човен налетів на німецьку міну загородження. Незважаючи на сильний удар при зіткненні, від якого зім'ялося два роги-ударника міни, вона не спрацювала.

### Список перемог Івана Володимировича Мессера
Іван Володимирович Мессер став найрезультативнішим російським підводником Першої світової війни. За ним числиться потопленими суду загальним тоннажем близько 17 000 тон.
На човні «Кайман» 16 жовтня 1915 він привів в Або як приз транспорт «Шалек» (1800 тонн).
На підводному човні «Вовк» він потопив 4 транспорту:
- «Гера» — 4300 тонн;
- «Біанка» — 1800 тонн;
- «Кольга» — 2500 тонн;
- «Доріта» — 6000 (в іншому джерелі 6600) тонн.

Не зважаючи на великі військові успіхи, Мессер залишався маловідомим, адже за кількістю потоплених суден і за популярністю, як серед сучасників, так і в історії Російського військово-морського флоту, «підводником №1» в ті роки був Кітіцин Михайло Олександрович.

### Подальша доля Івана Мессера
Після жовтневої революції 1917 року залишився в Фінляндії. Ідеї революції не прийняв. Свій підводний човен «Вовк» самовільно покинув в грудні 1917 року. Теж зробив і механік човни Ейсмонт.
Під час громадянської війни був в Архангельську в білій армії Півночі, яку очолював генерал Міллер. З 9 серпня 1918 року — начальник Служби зв'язку Білого моря і Мурмана. Директор маяків і лоцій Білого моря. Займався проведенням суден з Архангельська з вантажами для армії адмірала Колчака. У 1919 році — командир групи криголамних суден. Проводив гідрографічні дослідження по західному сектору Північного льодовитого океану до гирла річки Об. З 2 серпня 1919 року — начальник (першої) Карської експедиції до Сибіру, організованої урядом Північної області за проектом Б.А. Вилькицкого. У лютому 1920 року — начальник Дирекції маяків і лоцій Білого моря.
Після розгрому білих сил емігрував до Королівства Сербів, Хорватів і Словенців, потім - перебрався в США, проживав і помер в місті Клівленді, штат Огайо.

## Сім'я
Іван Володимирович Мессер був одружений з Поліною Іполитівною (уроджена Ясінська). У них народилися двоє синів Володимир (1910—?) І Костянтин (1917—?).

## Звання
- Гардемарин
- Мічман (6 травня 1903)
- Лейтенант (11 квітня 1907)
- Старший лейтенант (6 квітня 1914)
- Капітан 2-го рангу
- Капітан 1-го рангу (16 жовтня 1919)

## Нагороди
- Знак «200 років Морському кадетському корпусу» (1901)
- Знак про закінчення офіцерського класу підводного плавання (1909)
- Знак про закінчення повного курсу наук Морського кадетського корпусу (1919)
- Орден Святого Станіслава
  - 3-го ступеня (6 грудня 1909)
  - 2-го ступеня з мечами (29 червня 1915)
- Світло-бронзова медаль «У пам'ять 300-річчя правління дому Романових» (1913)
- Орден Святої Анни
  - 3-го ступеня (14 квітня 1913)
  - 2-го ступеня з мечами (28 грудня 1915)
  - 4-го ступеня з написом «За хоробрість» (1916)
- Світло-бронзова медаль «У пам'ять 200-річчя Гантунської перемоги» (1915)
- Імператорський орден Святого Рівноапостольного князя Володимира 4-го ступеня з мечами і бантом (1916)